# Le Vrétot
Le Vrétot è un comune francese di 585 abitanti situato nel dipartimento della Manica nella regione della Normandia.
Fa parte del cantone di Bricquebec nella circoscrizione (arrondissement) di Cherbourg-Octeville.

## Società

### Evoluzione demografica
Abitanti censiti

## Amministrazione
| Periodo     | Periodo   | Primo cittadino | Partito      | Carica  | Note |
| ----------- | --------- | --------------- | ------------ | ------- | ---- |
| 1935        | 1959      | Jules Montrieul |              | Sindaco |      |
| giugno 1995 | in carica | Yvonne Martin   | Indipendente | Sindaco |      |